# Индустријска зона Фрационе Стела (Асколи Пичено)
Индустријска зона Фрационе Стела (итал. Zona Industriale Frazione Stella) насеље је у Италији у округу Асколи Пичено, региону Марке.
Према процени из 2011. у насељу је живело 39 становника. Насеље се налази на надморској висини од 18 м.